# Woodie Fryman
Woodrow Thompson Fryman (Ewing, Kentucky, 15 de abril de 1940 - Ewing, 4 de fevereiro de 2011) foi um jogador profissional de beisebol norte-americano, lembrado por sua passagem no Detroit Tigers na década de 1970.